# Tipula niitakensis
Tipula niitakensis är en tvåvingeart som beskrevs av Alexander 1938. Tipula niitakensis ingår i släktet Tipula och familjen storharkrankar.
Artens utbredningsområde är Taiwan. Inga underarter finns listade i Catalogue of Life.